# Чернігівська обласна універсальна наукова бібліотека імені Софії та Олександра Русових
Чернігівська обласна універсальна наукова бібліотека імені Софії та Олександра Русових — обласна універсальна наукова бібліотека в місті Чернігові (Україна); бібліотечно-бібліографічний, культурно-просвітницький і краєзнавчий, науково-методичний центр Чернігівської області. Є головною і найбільшою бібліотекою регіону. Серед її фундаторів — О. А. Тищинський, О. та С. Русови, П. П. Червінський, О. М. Борсук, О. П. Карпинський, М. О. Константинович, К. Д. Милорадович, В. Є. Варзар, I. Г. Рашевський, I. Л. Шраг, П. С. Єфименко та інші.
У 1922 році бібліотеці було присвоєно ім'я російського письменника українського походження Володимира Короленка, що заперечувалося громадою міста. 6 червня 2023 року, під час засідання Чернігівської обласної ради, депутати ухвалили рішення про перейменування комунального закладу «Чернігівська обласна універсальна наукова бібліотека імені В. Г. Короленка». Тепер комунальний заклад має назву «Чернігівська обласна універсальна наукова бібліотека імені Софії та Олександра Русових».
Загальний фонд бібліотеки налічує 868 тисяч примірників. У структурі фонду 83 % наукових, спеціальних, навчальних, довідкових і науково-популярних видань. Передплачується до 600 назв українських та закордонних періодичних видань. У фонді рідкісних видань XIX — початку ХХ понад 15 тисяч видань.
Бібліотека розташована у історичній будівлі Дворянського та селянського поземельного банку (1910—1913) за адресою: м. Чернігів, проспект Миру, буд. 41.

## Історія

### Відкриття
Чернігівська громадська бібліотека відкрита 15 (28) березня 1877 на підставі Статуту, затвердженого Міністром внутрішніх справ Російської імперії. Заклад започаткувала група інтелігенції міста, зокрема Олександр Тищинський, Олександр та Софія Русови, Петро Червінський, О. М. Борсук, О. П. Карпинський, М. О. Константинович, К. Д. Милорадович, Василь Варзар, Іван Рашевський. До діяльності бібліотеки у перший період її існування причетні також Ілля Шраг, Петро Єфименко, М. Ф. Ліндфорс, подружжя Коцюбинських та Грінченків, Микола Вороний, Григорій Коваленко тощо.
Первісною формою існування бібліотеки була «газетна читальня». Вже за рік, 18 лютого 1878 року, рішенням засновників при читальні, відкрито і бібліотеку. Книжки для неї подарували самі засновники — зокрема, власні бібліотеки для спільного користування передали Олександр Тищинський та Степан Ніс, частину свого зібрання подарувало подружжя Русових. Пожертви на утримання закладу та придбання нових книг надходили також від інших членів правління, різних культурних закладів, з часом — від сплати за користування книгами. Наприкінці першого року роботи фонд бібліотеки становив 564 книжки.
Протягом перших 8 років бібліотека не мала власного приміщення. Окремий будинок по вулиці Преображенській під тиском громадськості міська управа виділила лише 1895.
Пожвавленню роботи бібліотеки посприяло включення до складу її правління Михайла Коцюбинського, Миколи Вороного, інших письменників. Велику допомогу надавала Чернігівська українська «Громада» i товариство «Просвіта». Тоді в бібліотеці влаштовували народні читання, публічні лекції, концерти. Навколо закладу об'єдналася антиімперська інтелігенція. Поява такого українського культурного осередку викликало невдоволення російської влади, i на підставі формального приводу — виявлення нелегальної літератури — 1909 росіяни закрили бібліотеку.
Але вже наступного (1910) бібліотека відкрилась під новою назвою — Міська Бібліотека (заклад, що належав міському самоуправлінню).

### Бібліотека в часи УНР, СРСР та фашистської окупації
У часи УНР Бібліотека успішно функціонувала, бувши захищеною законами Української Держави. Але після окупації УНР, росіяни вдалися до ліквідації міського самоврядування і передали усі освітні заклади так званій Наросвіті, а 12 січня 1919 року функціонування бібліотеки окупанти взагалі припинили. Книжковий фонд почав примусово поповнюватися ідеологічною російською літературою, бібліотеку утримували коштом окупаційних органів влади. У липні того ж року росіяни заговорили про відкриття на базі центральної «зразкової губернської бібліотеки».
1920 бібліотека почала роботу в новому приміщенні по вулиці, яку перейменували на Совєцьку. 1921, внаслідок спровокованої комуністами пожежі, загинуло багато майна і цінної літератури, відтак регулярно бібліотека почала діяти лише у 1922 році. Тоді ж їй було присвоєно — без обговорення та обґрунтування — ім'я Короленка.
Обласна бібліотека стала йменуватися «державною» відразу після Голодомору — в 1934 році. Відтоді вона стала осередком методичної, бібліографічної та краєзнавчої роботи Чернігівської області, але водночас і осередком ідеологічного впливу на окуповане населення України.
24 серпня 1941 року бібліотека була зруйнована — її 216-тисячний фонд і майно повністю загинули. Німецька влада відновила Бібліотеку, зосередивши в її фондах 148 тисяч томів з різних книгосховищ міста, які не були пограбовані чи знищені під час комуністичної навали. Проте 1943 росіяни знову спалили цей фонд. Формально роботу бібліотеки під час нової комуністичної окупації відновлено 1 грудня 1943 року.

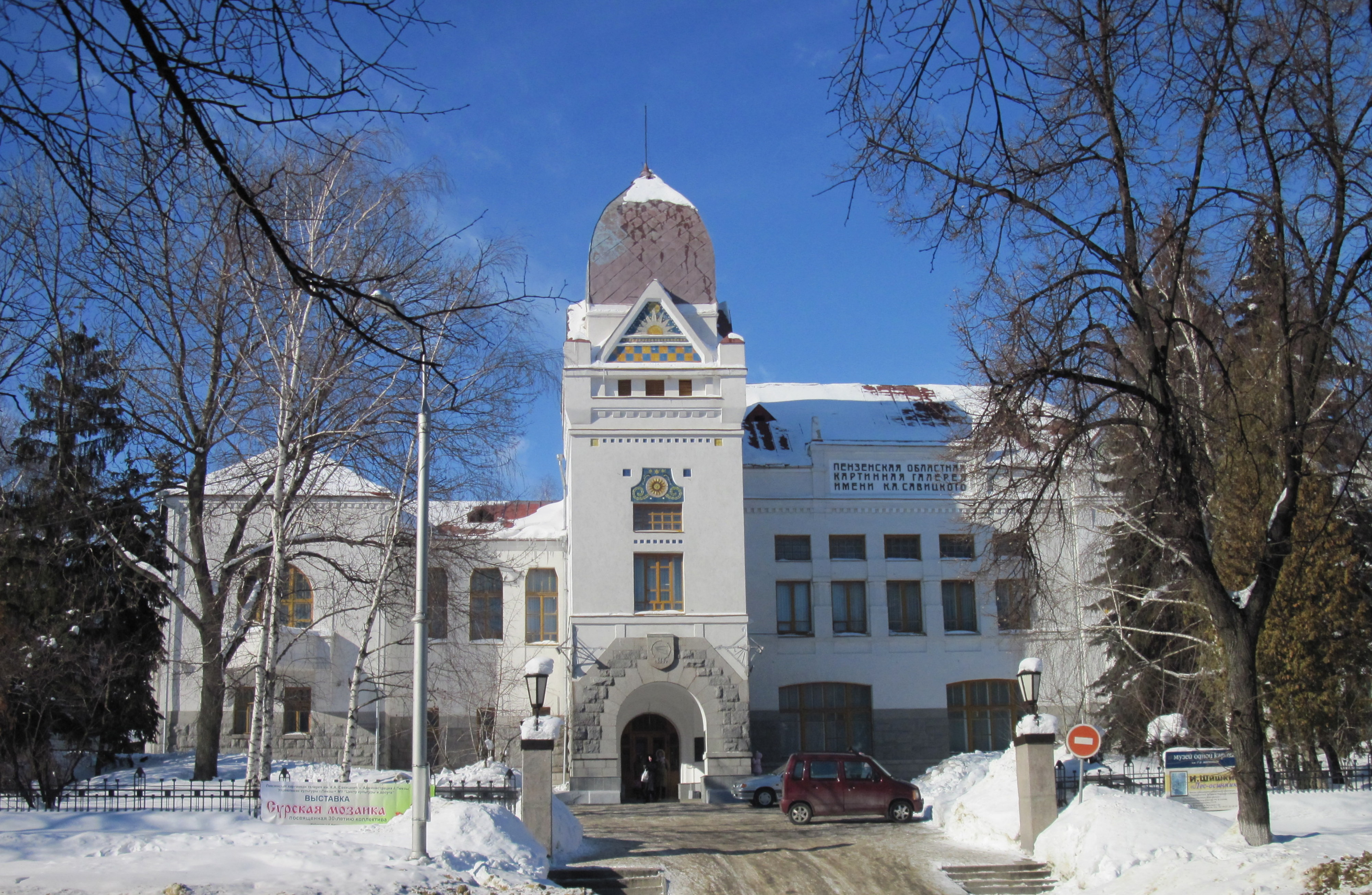
Пензенська обласна картинна галерея

Після Другої світової війни головна бібліотека Чернігова повільно відновилась, збільшувала свої фонди за рахунок російської літератури, налагоджувала культурно-просвітницьку діяльність. Спершу вона містилася в приміщеннях на вулиці Попудренка, 60 і Єлецькому монастирі, а від 1974 року розмістилася в теперішній будівлі по вулиці Леніна, 41 (зараз проспект Миру). За схожими кресленнями у 1892 р. було створено будівлю Пензенської обласної картинної галереї, але споруда в Чернігові суттєво відрізняється першочергово особливостями стилістики українського модерну.
З нагоди 100-річчя заснування в 1977 році бібліотеку нагороджено Почесною Грамотою Верховної Ради УРСР.

### У часи незалежності

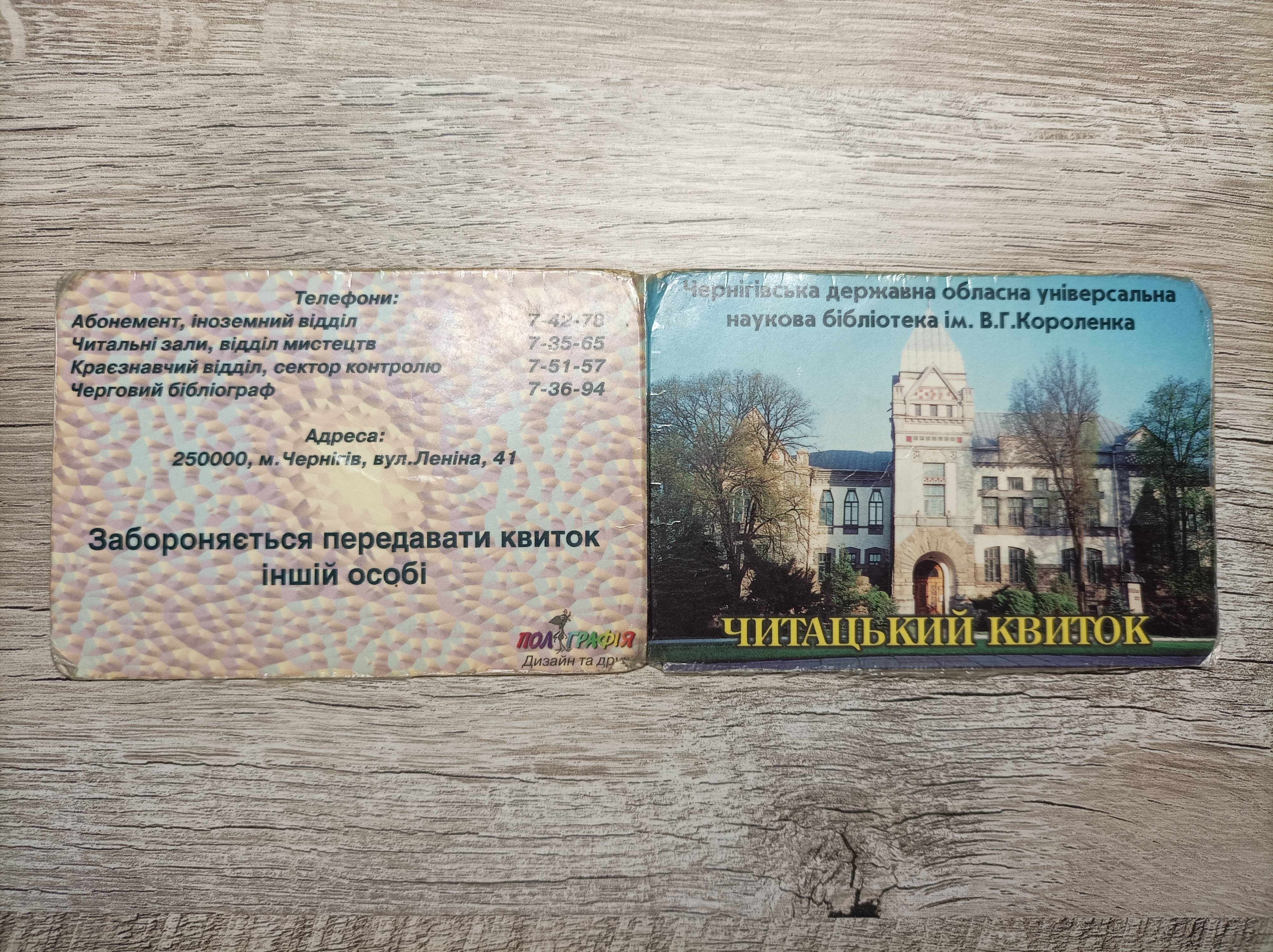
Читацький квиток Чернігівської обласної бібліотеки (кінець 90-х - 2000-ні роки)

У 2000-их роках Чернігівська обласна універсальна наукова бібліотека — значне книгосховище області, культурно-просвітницький, науковий та інформаційний заклад, що забезпечує акумуляцію і використання друкованих видань, науково-методичний центр масових бібліотек, центр, що забезпечує координацію діяльності бібліотек на території області. Бібліотека є супутньою навчальною базою для студентів чернігівських вишів.
30 червня 2018 фонди бібліотеки, що знаходяться в підвальних приміщеннях, затопило після потужної зливи. Рівень води становив 1,65 м. Постраждали підшивки 3 тисяч місцевих періодичних видань, а також близько 26 тисяч художніх видань.

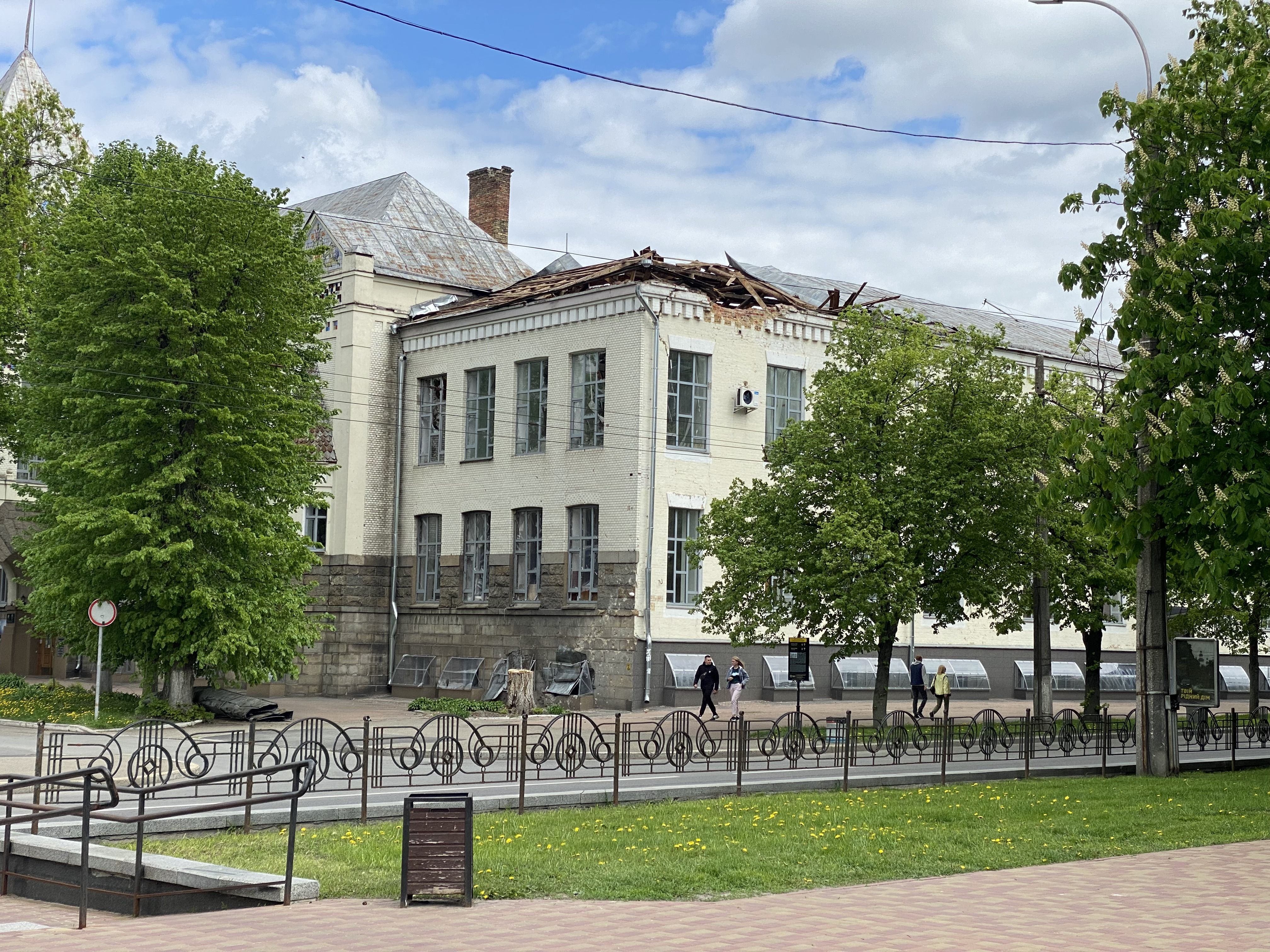
Пошкоджена будівля бібліотеки

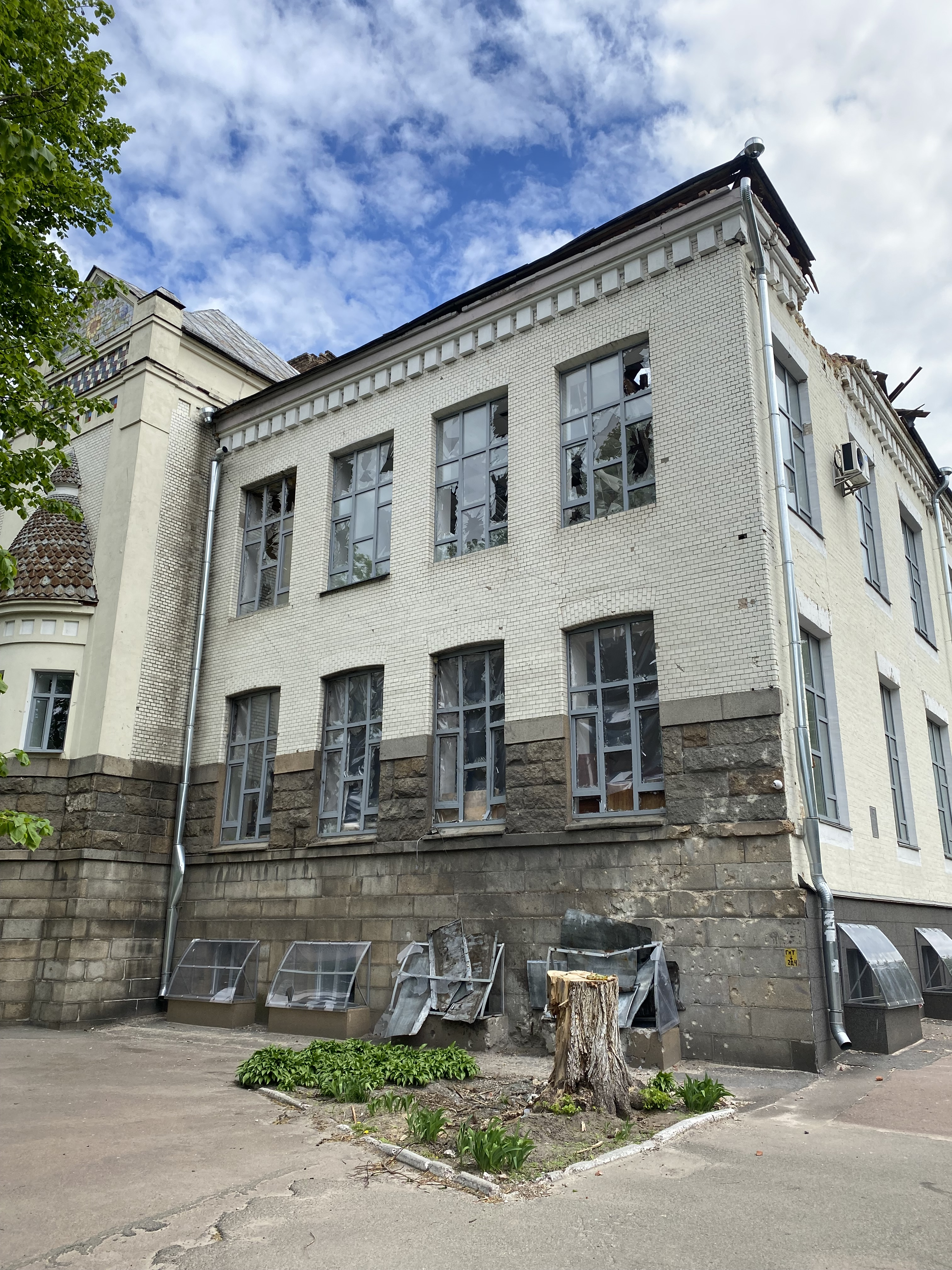
Вибиті вікна та посічені осколками стіни

У ніч з 29 на 30 березня 2022 року під час облоги міста в ході російського вторгнення будівлю бібліотеки було пошкоджено внаслідок обстрілу російськими військами. В будівлі розбито дах, вибито шибки, в стінах утворились тріщини.
6 червня 2023 року депутати Чернігівської обласної ради підтримали рішення про перейменування Чернігівської обласної універсальної наукової бібліотеки імені Володимира Короленка. Відтепер заклад носитиме імена Софії та Олександра Русових.

## Загальні дані
Режим роботи бібліотечного закладу: з 9:30 до 18:00 від понеділка до четверга, п'ятниця — вихідний день, щосуботи і щонеділі — з 10.00 до 18.00. До послуг читачів загальний i 6 спеціалізованих читальних залів, 2 інтернет-центри з безкоштовним доступом до Wi-Fi. На території бібліотеки діють близько 30 різних клубів, постійно проводяться літературні вечори, виставки, презентації і конференції.

## Структура
Чернігівська обласна універсальна наукова бібліотека імені Софії та Олександра Русових має у своєму складі наступні підрозділи:
- Сервісний центр
- Вiддiл абонемента
  - Центр по обслуговуванню користувачів з особливими потребами
- Відділ краєзнавства
  - Клуб «Краєзнавець»
- Відділ документiв iноземними мовами
  - Інформаційний центр «Вікно в Америку»
- Відділ документів із гуманітарних наук
  - Сектор соціокультурної діяльності
  - Центр правової інформації
- Відділ документів з економічних, технічних, природничих та сільськогосподарських наук
- Відділ мистецтв
  - Мистецька вітальня
- Відділ наукової інформації та бібліографії
  - Центр європейської інформації
  - Сектор інформації
- Науково-методичний відділ
  - Редакційно-видавничий сектор
- Відділ інформаційних технологій та електронних ресурсів
  - Сектор електронної бібліотеки
  - Регіональний тренінговий центр з інтернет-центром
- Відділ зберігання бібліотечних фондів
- Відділ формування фондів та каталогізування
  - Сектор поточного комплектування фондів
  - Сектор наукової обробки документів та організації каталогів
- Відокремлений структурний підрозділ — філія «Медична бібліотека»[12]

Директор закладу (з 2023) — Соболь Юрій Олексійович.

## Виноски
1. 1 2 3  Історична довідка [Архівовано 4 лютого 2015 у Wayback Machine.] (укр.)
2. ↑  Історія Чернігівської обласної універсальної наукової бібліотеки ім. В. Г. Короленка: хроніка подій (1877 – 2016 рр.) (PDF) (укр.). КЗ «Чернігівська обласна універсальна наукова бібліотека ім. В. Г. Короленка». 2017. с. 147.
3. ↑  Iсторична довiдка. libkor.com.ua. Процитовано 6 січня 2024.
4. ↑  Пучинець, Марія (25 лютого 2016 року). Бібліотека Короленка змінить назву?. Чернігівщина. Архів оригіналу за 30 січня 2022. Процитовано 30 січня 2022.
5. ↑  Про перейменування комунального закладу «Чернігівська обласна універсальна наукова бібліотека ім. В.Г. Короленка» — Чернігівська обласна рада. Новий офіційний веб-портал. chor.gov.ua (укр.). Процитовано 6 січня 2024.
6. ↑  Український архітектурний модерн. Коротка історія втраченої естетики (ФОТО). texty.org.ua (укр.). 2013. Процитовано 6 січня 2024.
7. ↑  Наші відзнаки. libkor.com.ua. Процитовано 6 січня 2024.
8. ↑  Через затоплення обласна бібліотека в Чернігові просить про допомогу. День. 3 липня 2018. Архів оригіналу за 4 липня 2018. Процитовано 4 липня 2018.
9. ↑  У центрі Чернігова пошкодили історичну будівлю початку 20 століття. Громадське телебачення. Архів оригіналу за 31 березня 2022. Процитовано 30 березня 2022.
10. ↑  Розклад роботи. libkor.com.ua. Процитовано 6 січня 2024.
11. ↑  Структура бібліотеки
12. ↑  Про реорганізацію Чернігівської обласної наукової медичної бібліотеки Чернігівської обласної ради шляхом приєднання до комунального закладу «Чернігівська обласна універсальна наукова бібліотека ім. В.Г.Короленка» Чернігівської обласної ради — Чернігівська обласна рада. Новий офіційний веб-портал. chor.gov.ua (укр.). Процитовано 6 січня 2024.